# Flip Phone Fantasy
Flip Phone Fantasy è il secondo album in studio del gruppo australiano Ocean Grove, pubblicato il 13 marzo 2020 dall'etichetta UNFD. 
Come anteprima per l'album la band pubblica cinque singoli: Ask for the Anthem il 4 febbraio 2019, Junkie$ il 29 ottobre 2019, Sunny il 12 dicembre 2019, Neo l'11 febbraio 2020 e Thousand Golden People il 27 febbraio 2020.
Questo è il primo album pubblicato dopo la partenza del frontman Luke Holmes (il quale ha comunque partecipato alla stesura di alcuni brani del disco) e del chitarrista Jimmy Hall, ed il primo con in formazione il bassista Twiggy Hunter.
Flip Phone Fantasy debutta all'8º posto della ARIA Albums Chart e al 1º posto della ARIA Vinyl Album Chart.

## Stile
Questo album prosegue la linea sperimentale del precedente lavoro The Rhapsody Tapes, con il gruppo che spazia fra vari generi musicali come nu metal, grunge, punk rock, rock alternativo, musica elettronica, hip hop, madchester, trip hop e rock progressivo.
A tale proposito il frontman Dale Tanner afferma:
(Dale Tanner)

## Tracce
1. Superstar – 3:05 (Sam Bassal, Luke Holmes, Dale Tanner, Twiggy Hunter)
2. Neo – 1:54 (Sam Bassal, Twiggy Hunter, Nicky Jones, Matthew Henley)
3. Sense Again – 3:04 (Sam Bassal, Twiggy Hunter, Dale Tanner)
4. Sunny – 3:01 (Sam Bassal, Twiggy Hunter, Dale Tanner)
5. Thousand Golden People – 3:34 (Sam Bassal, Dale Tanner, Matthew Kopp, Twiggy Hunter)
6. Guys from the Gord – 3:00 (Matthew Kopp, Luke Holmes, Sam Bassal, Twiggy Hunter, Dale Tanner)
7. Shimmer – 3:46 (Sam Bassal, Dale Tanner, Twiggy Hunter, Jenna McDougall)
8. Baby Cobra – 3:15 (Twiggy Hunter, Sam Bassal)
9. Ask for the Anthem – 3:17 (Sam Bassal, Matthew Kopp, Luke Holmes, Dale Tanner)
10. Sway – 1:23 (Matthew Kopp, Sam Bassal)
11. Junkie$ – 3:32 (Sam Bassal, Dale Tanner, Twiggy Hunter, Matthew Henley)
12. Freaks – 4:18 (Matthew Kopp, Sam Bassal, Dale Tanner)

Traccia nascosta nell'edizione in vinile
1. Dream – 3:55

## Formazione
- Dale Tanner – voce solista
- Matthew Henley – chitarra
- Twiggy Hunter – basso, cori, voce solista in Neo e Baby Cobra
- Sam Bassal – batteria, produzione, mixaggio, mastering
- Running Touch – campionamenti, tastiere, voce solista in Sway

## Classifiche
| Classifica (2020)       | Posizione massima |
| ----------------------- | ----------------- |
| Australia (ARIA Charts) | 8                 |